# Nibypałanki
Nibypałanki (Pseudochiropsinae) – monotypowa podrodzina ssaków z rodziny pseudopałankowatych (Pseudocheiridae).

## Rozmieszczenie geograficzne
Podrodzina obejmuje gatunki występujące w Australii i Nowej Gwinei.

## Morfologia
Długość ciała (bez ogona) 29–41 cm, długość ogona 20–37 cm; masa ciała 540–2200 g.

## Systematyka
Rodzaj zdefiniował w 1915 roku niemiecki zoolog Paul Matschie w artykule poświęconym opisowi rodzaju Pseudochirus, opublikowanym w czasopiśmie Sitzungsberichte der Gesellschaft Naturforschender Freunde zu Berlin. Gatunkiem typowym jest (oryginalne oznaczenie) nibypałanka dżunglowa (P. albertisii). 

### Etymologia
- Pseudochirops: rodzaj Pseudochirus Ogilby, 1836 (pseudopałanka); gr. ωψ ōps, ωπος ōpos ‘wygląd, oblicze’[13].
- Petropseudes (Pseudopseudes): gr. πετρα petra ‘skała’[14]; ψευδος pseudos ‘fałszywy’[15]. Typ nomenklatoryczny (oznaczenie monotypowe): Pseudochirus dahlii Collett, 1895.
- Sloppossum: imię doga niemieckiego „Slop”; ang. opossum ‘opos’[6]. Typ nomenklatoryczny (oryginalne oznaczenie): Phalangista (Pseudochirus) archeri Collett, 1884.

### Podział systematyczny
Do rodzaju należy jeden rodzaj wraz z następującymi występującymi współcześnie gatunkami:
| Grafika | Gatunek                  | Autor i rok opisu | Nazwa zwyczajowa          | Podgatunki         | Rozmieszczenie geograficzne | Podstawowe wymiary                         | Status IUCN |
| ------- | ------------------------ | ----------------- | ------------------------- | ------------------ | --- | ------------------------------------------ | ----------- |
|         | Pseudochirops dahli      | (Collett, 1895)   | skałopałanka australijska | gatunek monotypowy | endemit Australii (Australia Zachodnia (region Kimberley), Terytorium Północne (wraz z Groote Eylandt) oraz północno-zachodni Queensland (na wschód do Lawn Hill National Park))     | DC: 32–39 cm DO: 20–26 cm MC: 1,3–2 kg     | LC          |
|         | Pseudochirops albertisii | (W. Peters, 1874) | nibypałanka dżunglowa     | gatunek monotypowy | Indonezja i Papua-Nowa Gwinea: górzyste obszary północnej Nowej Gwinei (Ptasia Głowa, Weyland, Foja, Cyclops, północny Coastal Ranges i Yapen); zakres wysokości: 1000–1900 m n.p.m. | DC: 29–34 cm DO: 29–32 cm MC: 640–875 g    | NT          |
|         | Pseudochirops coronatus  | (O. Thomas, 1897) | nibypałanka samotna       | gatunek monotypowy | endemit Indonezji (północno-zachodnia Nowa Gwinea (Pegunungan Arfak)); zakres wysokości: 1000–2250 m n.p.m.                                                                          | DC: 34–35 cm DO: 28–33 cm MC: około 1,5 kg | VU          |
|         | Pseudochirops cupreus    | (O. Thomas, 1897) | nibypałanka miedziana     | gatunek monotypowy | Indonezja i Papua-Nowa Gwinea: Nowa Gwinea (Góry Centralne od jezior Paniai na wschód do skrajnie południowo-wschodniej części); zakres wysokości: 500–3995 m n.p.m.                 | DC: 36–41 cm DO: 27–31 cm MC: 1,3–2,2 kg   | LC          |
|         | Pseudochirops corinnae   | (O. Thomas, 1897) | nibypałanka pluszowa      | 3 podgatunki       | Indonezja i Papua-Nowa Gwinea: Nowa Gwinea (Góry Centralne do skrajnie południowo-wschodniej części, Huon); zakres wysokości: 900–2900 m n.p.m.                                      | DC: 30–37 cm DO: 26–37 cm MC: 0,9–1,3 kg   | NT          |
|         | Pseudochirops archeri    | (Collett, 1884)   | nibypałanka zielonkawa    | gatunek monotypowy | endemit Australii (północny Queensland (od Mount Windsor Tableland na południe do Palumy)                                                                                            | DC: 32–40 cm DO: 30–36 cm MC: 0,9–1,5 kg   | NT          |

Kategorie IUCN:  LC  – gatunek najmniejszej troski,  NT  – gatunek bliski zagrożenia,  VU  – gatunek narażony.
Opisano również gatunek wymarły z pliocenu Australii:
- Pseudochirops winteri Mackness & M. Archer, 2001